# Хьюард, Джейми
Джейми Хьюард (англ. Jamie Heward; род. 30 марта 1971, Реджайна) — канадский хоккеист, защитник. Тренер. Двукратный чемпион мира в составе сборной Канады.

## Игровая карьера
Джейми Хьюард научился кататься на коньках в пять лет. На молодёжном уровне он выступал в ЗХЛ за клуб своего родного города «Реджайна Пэтс». В 1991 году он вошёл в первую сборную всех звёзд Востока ЗХЛ.
На драфте 1989 года его в первом раунде выбрал «Питтсбург Пингвинз». За «Питтсбург» он не играл, проведя три года в ИХЛ в «Маскигон Фьюри» и «Кливленд Ламберджэкс». В сезоне 1994/95 выступал за сборную Канады, проведя за неё 51 матч, в том числе 8 матчей на чемпионате мира, где канадцы заняли третье место.
4 мая 1995 года как свободный агент перешёл в «Торонто Мейпл Лифс». 31 июля 1997 года как свободный агент перешёл в «Филадельфия Флайерз». 10 августа 1998 года как свободный агент перешёл в «Нэшвилл Предаторз». 27 июля 1999 года как свободный агент перешёл в «Нью-Йорк Айлендерс». 26 мая 2000 года «Айлендерс» выставили Хьюарда на драфт отказов, откуда его забрал «Коламбус Блю Джекетс». 17 апреля 2002 года Хьюард перешёл в клуб Швейцарской национальной лиги «Женева-Серветт». 12 августа 2005 года как свободный агент перешёл в «Вашингтон Кэпиталз». 27 февраля 2007 года «Вашингтон» обменял Хьюарда в «Лос-Анджелес Кингз» на условный выбор в пятом раунде драфта. 13 августа 2007 года Хьюард перешёл в клуб российской Суперлиги СКА. Главным тренером тогда был Барри Смит, с которым Хьюард был знаком с 1990 года по работе в «Питтсбурге».
3 октября 2008 года Хьюард перешёл в «Тампа Бэй Лайтнинг» и подписал годичный двусторонний контракт с зарплатой на уровне НХЛ 475 тысяч долларов. 1 января 2009 года в матче против «Вашингтона» Хьюард столкнулся с Александром Овечкиным и ударился головой о заградительное стекло. Несколько минут он провёл на льду без движения. Он смог покинуть площадку только на носилках, после чего был доставлен в госпиталь с сотрясением мозга. Обследование не выявило серьёзных проблем у Джейми, и уже на следующий день он был выписан.
4 марта 2009 года «Тампа» обменяла Хьюарда, вратаря Олафа Кёльцига, защитника Энди Роджерса и выбор в четвёртом раунде драфта 2009 года в «Торонто» на защитника Ричарда Петиота. За «Торонто» Джейми так и не сыграл и, став 1 июля 2009 года неограниченно свободным агентом, фактически завершил игровую карьеру.

## Тренерская карьера
С 2012 года Джейми Хьюард — помощник главного тренера и директор по развитию игроков клуба Западной хоккейной лиги «Свифт-Каррент Бронкос».